# نزيه حلمي
اللواء نزيه حلمي هو قائد اللواء الثالث دفاع جوي
أحد ابطال الدفاع الجوي في حرب أكتوبر 73

## ذكرياته عن حرب أكتوبر
يتحدث قائلاً : "سبق حرب أكتوبر اعداد وتخطيط بارع وجيد حيث تم تدريب القوات علي مهامها في ظروف تماثل ظروف المعركة تماما حيث طبيعة الأرض والمانع المائي والعوامل الجوية"

### اليوم الأول للحرب
ويقول: "خلال حرب أكتوبر وبعد العبور مباشرة تم احتلال الموقع المحدد بسيناء وتجهيز المعدات والصواريخ لتكون جاهزة للتعامل مع طائرات العدو حيث تم التعامل مع هدف معاد عبارة عن مجموعة من 6 طائرات وتمكنت الوحدة من تدمير طائرتين وحاول العدو مهاجمة نطاق مسئولية الوحدة مرة أخرى التي تعوق تنفيذ مهمته وكانت الهجمة المعادية عبارة عن اربع طائرات في مجموعتين وتم التعامل بواسطة افراد معينين للتنشين علي الطائرات بواسطة تلسكوبات وتم إسقاط طائرتين إسرائيليتين.
بعدها بساعات قليلة حاول العدو معاودة الهجوم من خلال الطيران علي ارتفاع منخفض وبواسطة المدفعية والرشاشات اسقطت طائرة من الطائرتين المهاجمتين

### اليوم الثاني للحرب
ويتذكر: "ثم حاول العدو في اليوم التالي (الثاني للحرب) معاودة الاختراق ومهاجمة وحدتنا وفي هذا اليوم تم تدمير 4 طائرات من طائرات العدو."

### اليوم الثالث للحرب
ويتذكر: "وفي صباح اليوم الثالث تمكنت وحدتنا من إسقاط 3 طائرات معادية حيث كان استهلاك الصواريخ أوشك علي الانتهاء ولم يتبق سوي صاروخ واحد بالموقع لذلك قررنا عدم إطلاق هذا الصاروخ واستخدام الحيل الاليكترونية المجهز بها الموقع لخداع الطائرات المعادية."

## تكريمه
حاصل على وسام نجمة سيناء من الطبقة الأولي.

## إنظر أيضا
- حرب أكتوبر